# Catocala eureka
Catocala eureka är en fjärilsart som beskrevs av Schwarz 1919. Catocala eureka ingår i släktet Catocala och familjen nattflyn. Inga underarter finns listade i Catalogue of Life.